# Du Qiong
Pour le peintre, voir Du Qiong (peintre).
Du Qiong est un conseiller des Shu. Il fit partie de la délégation qui fit pression sur Liu Bei afin qu’il assume le trône des Shu. Lorsque le Royaume de Shu fut envahi en l’an 223, il pressa Liu Shan de retrouver Zhuge Liang pour prendre conseil. Puis lorsque Zhuge Liang présenta sa pétition afin d’attaquer les Wei, Du Qiong fut nommé Conseiller de la Cour. 
En l’an 230, lors de la troisième campagne militaire contre les Wei, il mena avec d’autres, 20 000 troupes vers la Vallée de Gu. Toutefois, il se fit prendre dans une embuscade des Wei mais réussit à s’échapper, subissant ainsi la défaite. 